# 1216
| 1216               |
| ------------------ |
| Dødsfald - Fødsler |
|                    |

| Gregoriansk kalender | 1216 MCCXVI             |
| Ab urbe condita      | 1969                    |
| Armensk kalender     | 665 ԹՎ ՈԿԵ              |
| Kinesiske kalender   | 3912 – 3913 乙亥 – 丙子 |
| Etiopisk kalender    | 1208 – 1209             |
| Jødisk kalender      | 4976 – 4977             |
| Hindukalendere       |                         |
| - Vikram Samvat      | 1271 – 1272             |
| - Shaka Samvat       | 1138 – 1139             |
| - Kali Yuga          | 4317 – 4318             |
| Iransk kalender      | 594 – 595               |
| Islamisk kalender    | 613 – 614               |

Konge i Danmark: Valdemar Sejr 1202-1241
Se også 1216 (tal)

## Begivenheder
- Gunner bliver abbed i cistercienserklosteret Øm Kloster.

## Født
- Erik 4. Plovpenning

## Dødsfald
- Pave Innocens III